# Casa Fonseca
Fachada da casa Fonseca
A Casa Fonseca é um edifício localizado no Paseo de Colón, na cidade de Pontevedra, Espanha. É um dos edifícios históricos mais impressionantes da cidade, distinguindo-se pela sua arquitetura neoclássica e por duas esfinges de pedra e duas grandes palmeiras-das-canárias que flanqueiam a sua entrada. É actualmente a sede do arquivo histórico da província de Pontevedra.

## História
A construção do edifício começou em 1909 e foi concluído em 1910. Foi encomendado por Eulogio Fonseca, um dos ricos empresários de Pontevedra no início do século XX, a quem a serraria e os banhos ainda presentes nas antigas fotografias da Moureira deram prestígio e dinheiro. Em 1910, era a sede da loja maçônica mais importante da cidade. Na sala nobre, mesmo atrás do frontispício, os membros da Loja Marco Aurélio ligados tanto a Maçonaria como à Teosofia encontravam-se. A casa tinha uma grande propriedade nas traseiras que chegava ao restaurante El Castaño.
Eulogio Fonseca viveu na casa, conhecida como La Dorica até à sua morte em 1924. A casa foi herdada pelo seu filho Luis Fonseca y Quintairos que em 1926 se mudou para viver na Dorica e a casa tornou-se um ponto de encontro da sociedade da época. A casa foi posteriormente vendida por dois milhões de pesetas devido à sua manutenção dispendiosa.
Em 1955, o edifício foi adquirido pelo Ministério de Educação Nacional para albergar o Arquivo Histórico Provincial e a Biblioteca Pública do Estado desde 1960. Foi renovado pelo Ministério da Cultura entre 1993 e 1996 e hoje é apenas a sede do Arquivo Histórico Provincial de Pontevedra . O Arquivo Histórico Provincial de Pontevedra foi declarado Património de Interesse Cultural em 1985. A casa tem quase 9 quilómetros de documentos.

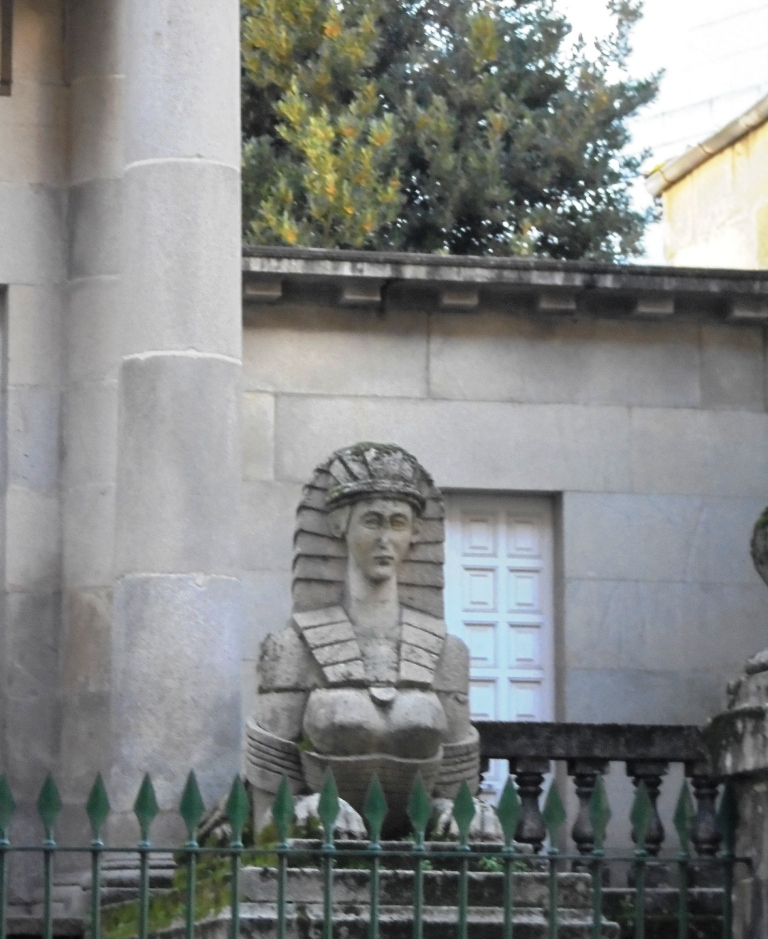
Uma das esfinges que enquadram a fachada

## Construção e estilo
É um grande exemplo de estilo neoclássico sóbrio e elegante. A partir do Paseo de Colón, o acesso ao edifício é feito por uma escada de pedra, de cada lado da qual há duas esfinges com a cabeça e o peito de uma mulher e o corpo e os pés de um leão a guardar a entrada. Com reminiscências de ecletismo e historicismo, uma estranha conjunção de formas e elementos pode ser observada no edifício.
Quanto à composição arquitectónica do edifício, representa o átrio de um templo típico da ordem clássica. A fachada é neoclássica, com um grande pórtico de oito colunas romanas toscanas, ao estilo de um templo romano, que sustenta um grande frontão aberto por uma janela semicircular. No frontão esta janela semicircular é uma clara referência ao Olho da Providência, conhecido como Olho que tudo vê, um símbolo de Maçonaria. No topo, e em ambos os lados do frontão, a fachada é completada por dois grifos alados, que lhe conferem um ar francês ou napoleónico. As esfinges de granito, grifos e colunas referem-se a figuras mitológicas que protegem lugares e espaços de sabedoria. O edifício é composto por dois andares e um sótão, em cujas salas se destaca o salão nobre atrás do frontispício. A estrutura da sala da janela semicircular indica que era um local para reuniões e ritos maçónicos na cidade. Tem uma espécie de retábulo com um corrimão que a preside.
De cada lado da entrada do edifício encontra-se uma esfinge de influência egípcia acompanhada por altas palmeiras que emolduram a escadaria e o pórtico de entrada clássico. O edifício foi erguido em imitação de um templo clássico, como a Igreja de la Madeleine em Paris ou o Capitólio em Washington. Tem todos os elementos deste período: uma grande escadaria de entrada, uma colunata na fachada da ordem toscana que suporta um entablamento que serve de apoio a um frontão triangular.

### Artigos relacionados
- Templo maçônico de Santa Cruz de Tenerife